# جاده ئی۸۴۳ اروپا
جاده ئی۸۴۳ اروپا (به انگلیسی: European route E843) یکی از جاده‌های درجه ۲ قاره اروپا است.
این جاده که در کشور ایتالیا قرار دارد از شهر باری شروع شده و در شهر تارانتو به پایان می‌رسد.